# Josef Kalt
Josef Kalt (20 settembre 1920 – 21 febbraio 2012) è stato un canottiere svizzero.

## Palmarès

### Olimpiadi
- Argento a Londra 1948 nel due senza.